# Scuola Normale Superiore din Pisa
Scuola Normale Superiore din Pisa (prescurtat Scuola Normale, Normale di Pisa sau SNS) este o instituție italiană de învățământ superior. Are o structură specială, diferită de cea a unei universități tradiționale, fiind în principal un centru de formare și cercetare avansată. Pe lângă cursurile universitare obișnuite (corso ordinario) care conduc la licență, ea oferă cursuri avansate și posibilități de cercetare (corso di perfezionamento) care conduc la doctoratul de cercetare. Elevii și absolvenții SNS, de la ambele categorii de cursuri, sunt distinși cu titlul, neoficial dar prestigios, de normalisti (singular: normalista). Comunitatea normaliștilor include nume cunoscute de universitari, oameni de știință și cultură, oameni politici – printre care trei laureați ai premiului Nobel (poetul Giosuè Carducci și fizicienii Enrico Fermi și Carlo Rubbia) și doi președinți ai Italiei (Giovanni Gronchi și Carlo Azeglio Ciampi).

## Istoric
SNS a fost fondată la 10 octombrie 1810, prin decret napoleonic, ca „sucursală” în Toscana a cunoscutei École Normale Supérieure din Paris. Și-a început activitatea în 1813, dar evenimentele politice care au urmat abdicării lui Napoleon au dus, după un an, la închiderea școlii. A fost redeschisă în 1846, prin voința marelui duce Leopold II de Lorena, având funcția de a forma profesori de școală medie superioară (liceu) în Marele Ducat al Toscanei. Odată cu înfăptuirea unității Italiei a căpătat caracter de școală națională (1862), sub numele de Scuola Normale del Regno d’Italia.
Publicarea celor două reviste Annali della Classe di Scienze (1871) și Annali della Classe di Lettere e Filosofia (1873) a marcat începutul activității editoriale a școlii. Prin dezvoltarea cursurilor de perfezionamento, SNS a căpătat treptat, pe lângă funcția de colegiu universitar, și pe aceea de institut superior de formare științifică și de cercetare. Acest caracter i-a fost recunoscut oficial în 1932, odată cu autonomia administrativă față de Universitatea din Pisa. Și-a menținut activitatea didactică și științifică și în timpul fascismului. În 1959 a fost deschisă secția feminină, pentru a permite elevelor să locuiască într-un cămin al școlii. În 1988 a fost semnat un acord de colaborare cu ENS din Paris, care a creat baza unor schimburi permanente de elevi.

## Organizare și activitate

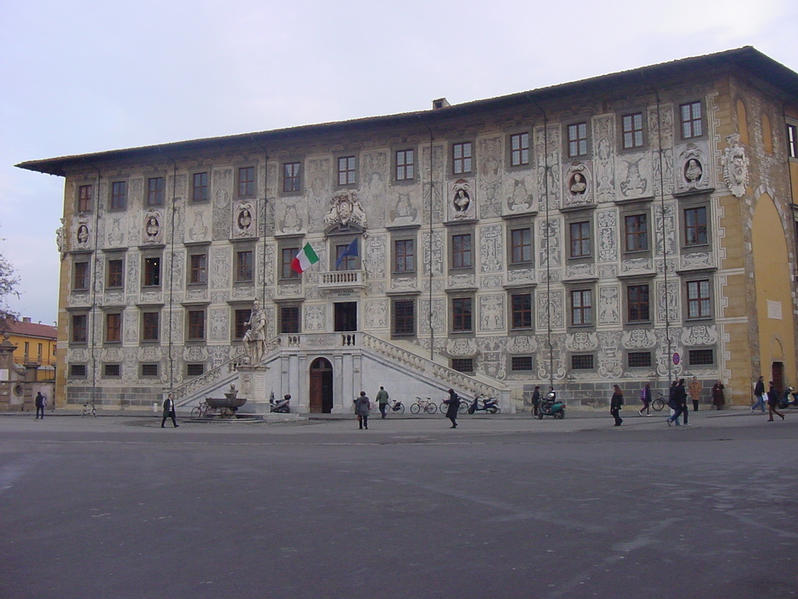
Scuola Normale Superiore – sediul istoric din Palazzo della Carovana

SNS este condusă de un director (Direttore), ajutat de un vicedirector (ViceDirettore). Directorul prezidează un consiliu director (Consiglio Direttivo), care decide activitățile interne ale școlii și caracterizează imaginea ei externă. Are două facultăți, numite tradițional „clase”: facultatea de litere (Classe di lettere e filosofia) și facultatea de științe (Classe di scienze matematiche fisiche e naturali).
Activitatea didactică și de cercetare, inseparabile, se desfășoară în paralel în cadrul celor două cicluri de studii: corso ordinario, care conduce la licență (diploma di laurea), și corso di perfezionamento, care conduce la doctoratul de cercetare (diploma di perfezionamento).
Studenții de la corso ordinario (numiți tradițional allievi) sunt studenți înscriși la Universitatea din Pisa și trebuie să îndeplinească toate obligațiile de studiu respective. În plus, ei urmează în fiecare an două cursuri interne predate la SNS. Toate examenele trebuie promovate cu nota minimă 24/30, media anuală a notelor nu poate fi sub 27/30. Nesatisfacerea acestor condiții atrage pierderea calității de normalist. Elevii beneficiază de casă și masă gratuite, în căminele (collegi) și cantina (mensa) școlii; li se rambursează taxele universitare și primesc o indemnizație lunară pentru achiziționarea de material didactic. Admiterea se face în anul I sau în anul IV (studiile durează cinci ani), în urma unui examen riguros, care testează nu numai cunoștințele mnemonice ale candidatului ci și intuiția și originalitatea gândirii. Numărul candidaților depășește cu mult numărul locurilor disponibile, care sunt de circa 24-30 la fiecare dintre facultăți în anul I și de circa 5-8 la fiecare dintre facultăți în anul IV.
Doctoranzii de la corso di perfezionamento (numiți tradițional perfezionandi) trebuie să fi absolvit cursuri universitare (licență sau masterat) și să fi demonstrat interes pentru activitatea de cercetare. Admiterea se face pe baza unui curriculum vitae și a listei de lucrări, susținute de recomandări din partea unor personalități din mediul academic și universitar. Numărul de locuri este limitat și variază de la an la an. Doctoranzii primesc o bursă de studii; pot lua masa la cantina SNS dar de obicei nu locuiesc în cămin.

## Campus
Sediul principal al SNS este Palazzo della Carovana, clădire de importanță istorică și arhitecturală deosebită. Până în deceniul 1970 aici se aflau toate structurile instituției: aulele, biblioteca, administrația, birourile profesorilor, apartamentul directorului, camerele studeților, cantina etc – cu excepția secției feminine, găzduită la Collegio Timpano. Ulterior au trecut în administrarea SNS alte clădiri istorice, cum ar fi Torre dell'Orologio și Palazzo del Capitano (care adăpostesc părți din bibliotecă) și au fost construite clădiri noi pentru cămine și cantină. Infrastructura pentru activități externe (concerte, sport etc) este pusă la dispoziție de administrația orașului Pisa.